# Kernenergiecentrale Fugen
Kernenergiecentrale Fugen (Japans: ふげん, Fugen) is een kerncentrale in de stad Tsuruga in de prefectuur Fukui in Japan. De inmiddels buiten gebruik gestelde centrale beschikte over 1 reactor en kon een vermogen van 165 MW produceren.
Fugen ·
Fukushima I ·
Fukushima II ·
Genkai ·
Hamaoka ·
Higashidōri ·
Ikata ·
JPDR ·
Kashiwazaki-Kariwa ·
Mihama ·
Monju ·
Oi ·
Oma ·
Onagawa ·
Sendai ·
Shika ·
Shimane ·
Takahama ·
Tokai ·
Tomari ·
Tsuruga